# NGC 6914
NGC 6914 is een reflectienevel in het sterrenbeeld Zwaan. Het hemelobject werd op 29 augustus 1881 ontdekt door de Franse astronoom Édouard Jean-Marie Stephan.

## Synoniemen
- LBN 274